# Selva di Cadore
Selva di Cadore é uma comuna italiana da região do Vêneto, província de Belluno, com cerca de 563 habitantes. Estende-se por uma área de 33 km², tendo uma densidade populacional de 17 hab/km². Faz fronteira com Alleghe, Borca di Cadore, Colle Santa Lucia, San Vito di Cadore, Zoldo Alto.

## Demografia
| Variação demográfica do município entre 1861 e 2011                               |
|                                                                                   |
| Fonte: Istituto Nazionale di Statistica (ISTAT) - Elaboração gráfica da Wikipedia |